# 위키백과의 심연
위키백과의 심연(영어: Depths of Wikipedia 뎁스 오브 위키피디아[*])는 위키백과의 덜 알려지고 흥미로우며 이상한 사실들을 조명하는 일련의 소셜 미디어 계정들이다. 2020년 애니 라우어더가 인스타그램에 계정을 개설해 시작했으며 재밌거나 우스꽝스러운 위키백과 기사 대목들을 공유한다.

## 활동
위키백과의 심연이 조명한 기사들로 뉴클리어 간디, 교황 관련 결혼과 불륜 기록, 엄청 큰 판의 체스와 폭발하는 바지가 있다.